# Кочубин, Юрий Юрьевич
Юрий Юрьевич Кочубин — рядовой Вооружённых Сил СССР, участник войны в Афганистане, погиб при исполнении служебных обязанностей, кавалер ордена Красной Звезды (посмертно).

## Биография
Юрий Юрьевич Кочубин родился 19 сентября 1963 года в селе Павлово Скопинского района Рязанской области. В 1979 году окончил восемь классов Октябрьской средней школы № 1, после чего уехал в город Ленинград. В 1983 году с отличием окончил Ленинградское судостроительное училище и устроился работать на судостроительный завод в качестве сборщика металлических судов.
29 сентября 1983 года Кочубин был призван на службу в Вооружённые Силы СССР Петродворецким районным военным комиссариатом города Ленинграда. Получил воинскую специальность стрелка-снайпера. В ноябре 1983 года для дальнейшего прохождения службы рядовой Юрий Юрьевич Кочубин был направлен в состав ограниченного контингента советских войск в Демократической Республике Афганистан. Служил разведчиком в 180-м мотострелковом полку 108-й мотострелковой дивизии.
Неоднократно участвовал в боевых действиях против формирований моджахедов. 30 января 1984 года при выполнении очередной боевой задачи в районе города Баграма Кочубин скрытно выдвинулся к позициям противника и гранатами подорвал пулемётную точку, при этом был убит. Его действия позволили роте выполнить поставленную задачу.
Похоронен на кладбище хутора Стрелецкие Выселки Михайловского района Рязанской области.
Указом Президиума Верховного Совета СССР рядовой Юрий Юрьевич Кочубин посмертно был удостоен ордена Красной Звезды.

## Память
- В честь Кочубина названа улица в посёлке Октябрьский Михайловского района Рязанской области.
- Мемориальная доска установлена на здании Октябрьской средней школы № 2, в школе открыта мемориальная парта героя[3].